# Olga Román
Olga Román (Madrid, 16 de enero de 1965) es una cantante y compositora española. Su obra se desarrolla entre el jazz, el pop,  la música latinoamericana y el folclore argentino.

## Biografía
En 1985, estudió música en Boston (Estados Unidos) con una beca Fulbright y se graduó summa cum laude en la prestigiosa escuela Berklee College of Music en diciembre de 1987. En 1988 formó el Olga Román Quartet. Actuaron en muchos festivales de jazz de la costa Este, entre otros, Montreal, Quebec, Boston Globe, Newport. En 1992 fue nominada a los Boston Music Awards como mejor cantante de jazz.
En la actualidad, y desde 2018, es  también profesora en la escuela Berklee College of Music, sede de Valencia. Desde el curso 2022-23 dirige además el programa master de postgrado CPPD (Contemporary performance (production concentration)).

## Colaboraciones
Antes de trasladarse a Estados Unidos, Olga Román fue la última voz femenina del grupo Nuestro Pequeño Mundo, el año 1982, mientras estudiaba ingeniería agronómica, carrera que abandonó en el cuarto curso para dedicarse exclusivamente a la música. Juan Alberto Arteche refundó el grupo después de que hubiera estado al borde de la desaparición, incorporó a Olga Román como vocalista y grabaron el último disco: NPM. Buscando a Moby Dick. Poco después, Olga Román grabó y actuó con Luis Eduardo Aute (1983) el disco en directo Entre amigos y después Cuerpo a Cuerpo acompañándole también en sus giras españolas.
Durante su estancia en Estados Unidos, fue cantante solista de los grupos de música latina El Eco, Aché y Latinoamérica musical y en 1988 creó el "Olga Román Quartet" con el que actuó en el Montreal Jazz Festival, Québec Jazz Festival, Boston Globe Jazz Festival y Newport entre otros. También intervino en varios programas en directo de radio y televisión.
En enero de 1993 regresó a España y desde entonces ha estado trabajando con Joaquín Sabina. Este ha querido siempre contar con su voz para discos tan importantes como Esta boca es mía, Yo, mi, me, contigo, 19 días y 500 noches, el doble en directo Nos sobran los motivos y Dímelo en la calle. Desde hace años Olga Román acompaña a Joaquín Sabina en sus giras por España y Latinoamérica.
También ha colaborado con Jorge Drexler y Pedro Guerra y ha grabado los temas principales de las películas Entre Rojas de Azucena Rodríguez y de El amor perjudica seriamente a la salud de Manuel Gómez Pereira.
En 2003 participó en el disco ...Entre todas las mujeres, homenaje de cantantes femeninas a Joaquín Sabina, producido por Víctor Manuel, con el tema "Esta boca es mía".

## Discografía

### Vueltas y Vueltas
Vueltas y vueltas (2001) fue su primer trabajo en solitario donde la mayor parte de los temas son de su autoría. Pedro Guerra colaboró en este disco, componiendo las canciones "Sin darnos cuenta" y "Cómo puedo saber". 
Su tema "Again" se incluyó en la película de Miguel Albaladejo El cielo abierto y fue nominada a los Premios Goya del Cine 2002, como Mejor canción original. La canción "María vale más" ha sido incluida en el CD Hay que volver a empezar" y el tema "No da igual" se ha convertido en la sintonía de la cadena de televisión LaOtra.

### Olga Román 2
En 2004 publicó su segundo disco, Olga Román 2. Fue grabado entre Madrid y Buenos Aires y que contó con la colaboración de Jorge Drexler en el tema "Apareces" y de Carmen París en el tema "Me asomo".
En los últimos años se encuentra dedicada de lleno a su repunte como solista, dejando de ser la corista que acompañaba a Joaquín Sabina. 

### Seguir Caminando
En el año 2011 sacó nuevo disco, titulado "Seguir caminando" que cuenta con la colaboración de Joaquín Sabina y Pablo Milanés, el disco fue acompañado de su correspondiente gira que tuvo su comienzo en Madrid y fue presentado en el Festival de Jazz de Madrid
En marzo de 2012 publicó en Argentina su disco Seguir Caminando. Distribuido por Arte y Repertorios. Después de esto realizó una gira de presentación que la llevó a ciudades como Buenos Aires, La Plata, Rosario, Santa Fe, Río Cuarto, San Luis, Mendoza, Córdoba, Bahía Blanca y Mar del Plata.

### De agua y Laurel
Tras la publicación y la gira de presentación comienza a gestarse el disco De agua y laurel Olga Román entra en contacto con el músico y productor argentino Néstor Díaz, con el que deciden hacer un homenaje al compositor de folclore argentino Gustavo Cuchi Leguizamón. Seleccionaron un repertorio que recoge grandes obras del compositor como La pomeña, Zamba de carnaval, La arenosa, Zamba de la viuda o Juan panadero.
En el disco han colaborado el cantante Juan Carlos Baglietto en Zamba de Carnaval y la cantante Ángela Irene en Zamba del laurel
Este disco estará publicado por Alfiz producciones y distribuido por Sony Music Argentina en Argentina, Uruguay y Paraguay.